# Lockheed Martin X-33
Pour les articles homonymes, voir X33.
Dimensions
Le Lockheed Martin X-33 était un démonstrateur technologique, à échelle un demi, de navette spatiale développé dans les années 1990 à la suite du lancement par le gouvernement des États-Unis du programme Space Launch Initiative (en).
Le X-33 doit servir de banc d'essai pour toute une série de technologies dans le cadre du programme VentureStar, projet visant à concevoir et produire un lanceur orbital monoétage réutilisable capable de mettre en orbite des satellites commerciaux. Les technologies testées incluaient : les boucliers de protection thermique réalisés en alliages métalliques, les réservoirs cryogéniques en matériau composite, le moteur-fusée à tuyère aerospike linéaire,, le système automatisé de commande et contrôle du vol, les procédures d'annulation et de retour anticipé de la mission et l'aérodynamique générale de l'appareil adoptant une configuration à corps portant.
Les difficultés de développement de l'appareil conduisent le gouvernement fédéral américain à se retirer du projet en 2001, ce qui n'empêche pas Lockheed Martin de poursuivre le programme sur ses fonds propres au moins jusqu'en 2009.

## Conception et développement

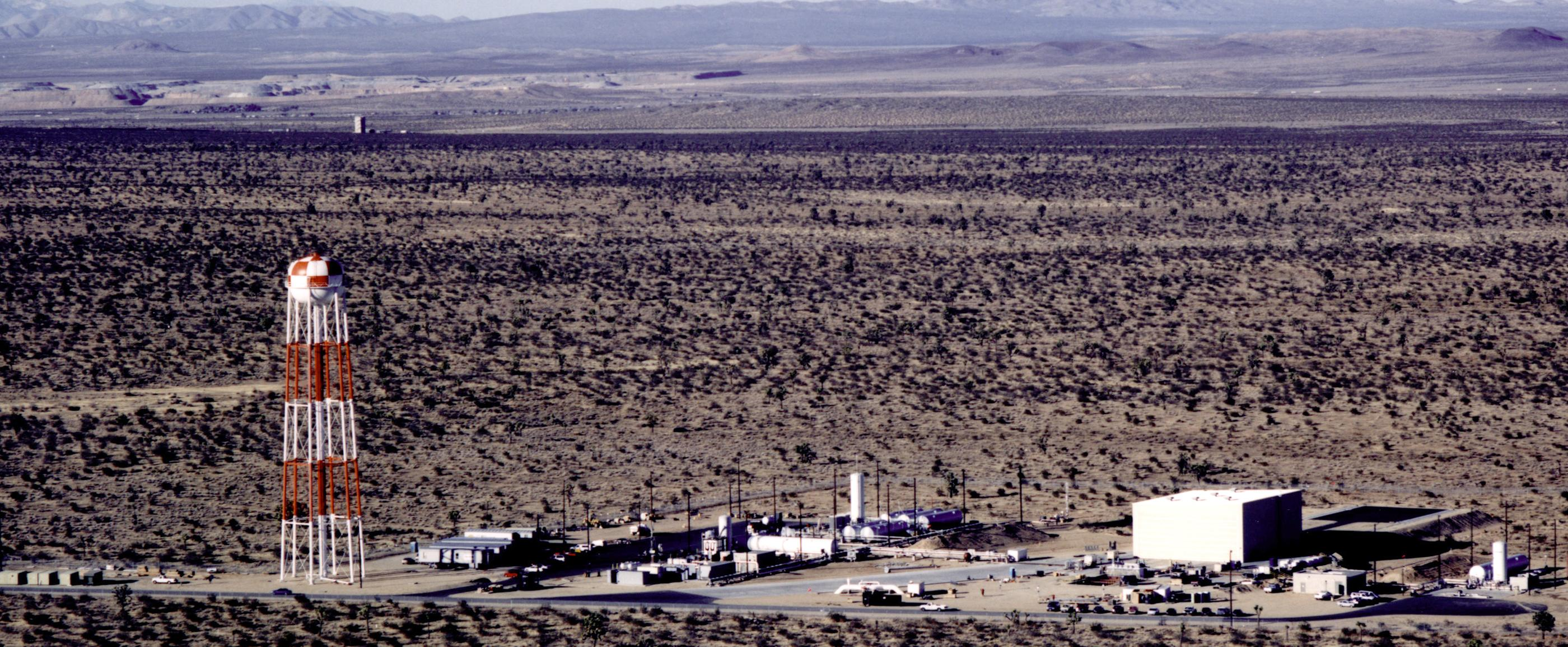
Installation de lancement du X-33 sur la base d'Edwards en 1998.

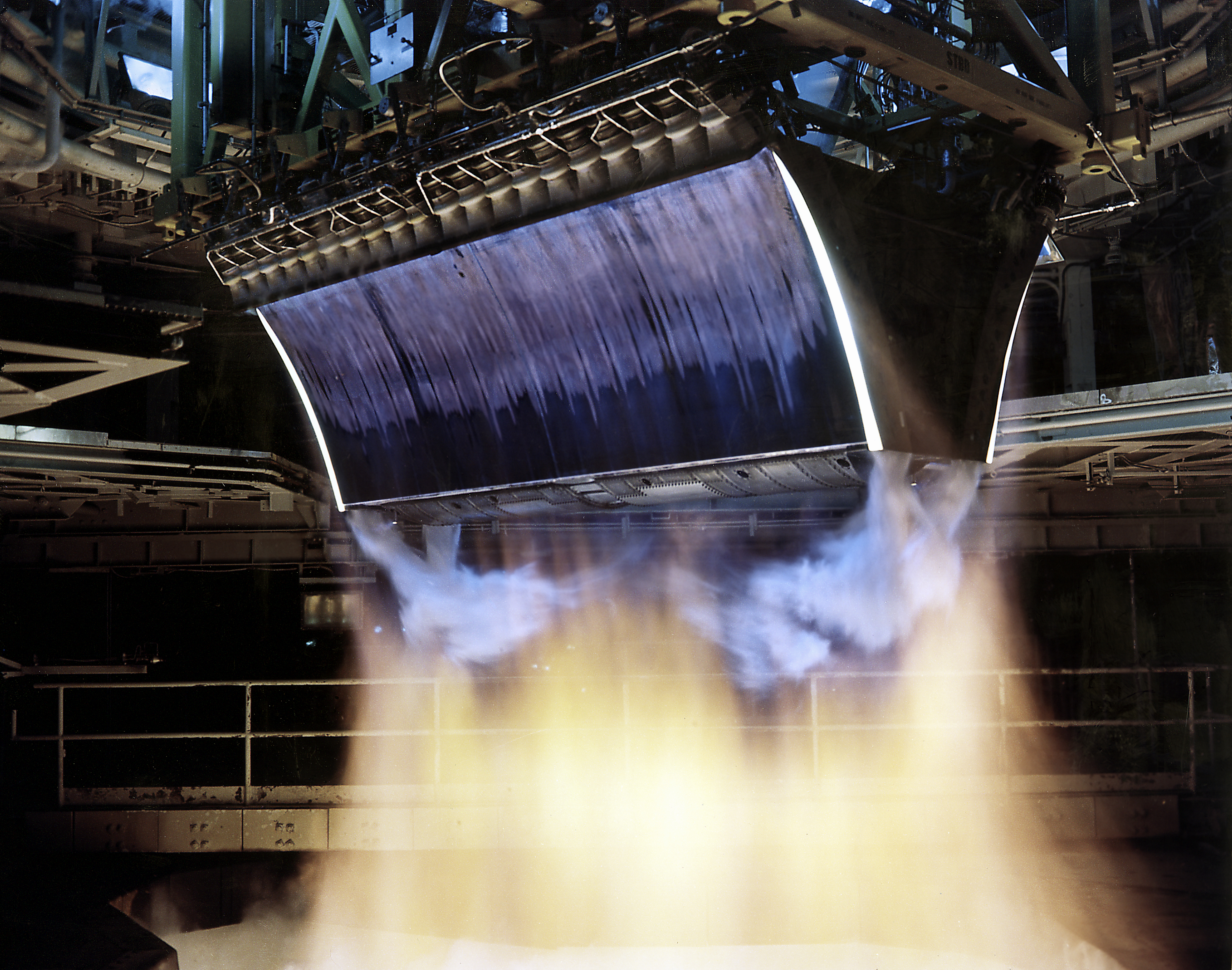
Test d'un moteur XRS-2200 à tuyère aerospike linéaire destiné au Lockheed Martin X-33.

En développant un appareil à fuselage porteur propulsé par des moteurs-fusées à tuyère aerospike linéaire, la NASA et Lockheed Martin espèrent démontrer la faisabilité et la viabilité du concept de lanceur orbital monoétage réutilisable. Un appareil de ce type doit emporter tout son carburant dans des réservoirs internes ce qui permet de se passer des traditionnels propulseurs d'appoint largables utilisées sur les lanceurs multi-étages tels que la navette spatiale américaine. Outre le fait que cette solution diminue le coût de la mise en orbite terrestre basse d'un satellite en réutilisant le même lanceur pour chaque mission, la simplification de la séquence de lancement doit permettre d'augmenter le taux de réussite des lancements. Les ingénieurs du programme espèrent atteindre un taux de 3 échecs pour 1 000 lancements soit un pourcentage de 99,7 % contre 98,5 % pour la navette spatiale américaine. Les 15 lancements prévus dans le cadre du programme X-33 doivent permettre de valider statistiquement ces théories.
L'appareil doit être lancé en position verticale depuis des infrastructures construites spécialement sur la base d'Edwards en Californie, effectuer sa mission en orbite basse puis revenir sur terre pour atterrir sur une piste conventionnelle comme un avion. Les premiers lancements doivent se dérouler depuis la base d'Edwards, l'appareil devant, au retour de son vol suborbital, se poser sur une piste située dans la zone de test de Dugway Proving Ground au sud-ouest de Salt Lake City. Lors des vols de test suivants, visant à récolter des informations sur les phénomènes d'échauffements cinétiques et sur les performances des moteurs à grande vitesse et à haute altitude, c'est la base de Malmstrom dans le Montana qui est choisie comme lieu d'atterrissage.
Le 2 juillet 1996, la NASA demande à la division Skunk Works de Lockheed Martin de concevoir, produire et tester en vol le véhicule expérimental X-33 dans le cadre du programme « RLV » (Reusable Launch Vehicle). Lors de ce programme, le prototype de Lockheed Martin est opposé à des projets de Boeing et de McDonnell Douglas. Boeing propose un engin dérivé de la navette spatiale, et McDonnell Douglas un appareil à décollage et atterrissage vertical « VTOL », le DC-XA.
En tant que démonstrateur technologique, le X-33 n'est pas destiné à atteindre une altitude supérieure à 100 km, il n'est pas non plus conçu pour atteindre les vitesses orbitales exigées pour un véritable lanceur orbital monoétage. Si le programme se déroule avec succès, il faudra encore quelques années de développement avant de pouvoir mettre en service un appareil pleinement opérationnel.

## Utilisation commerciale

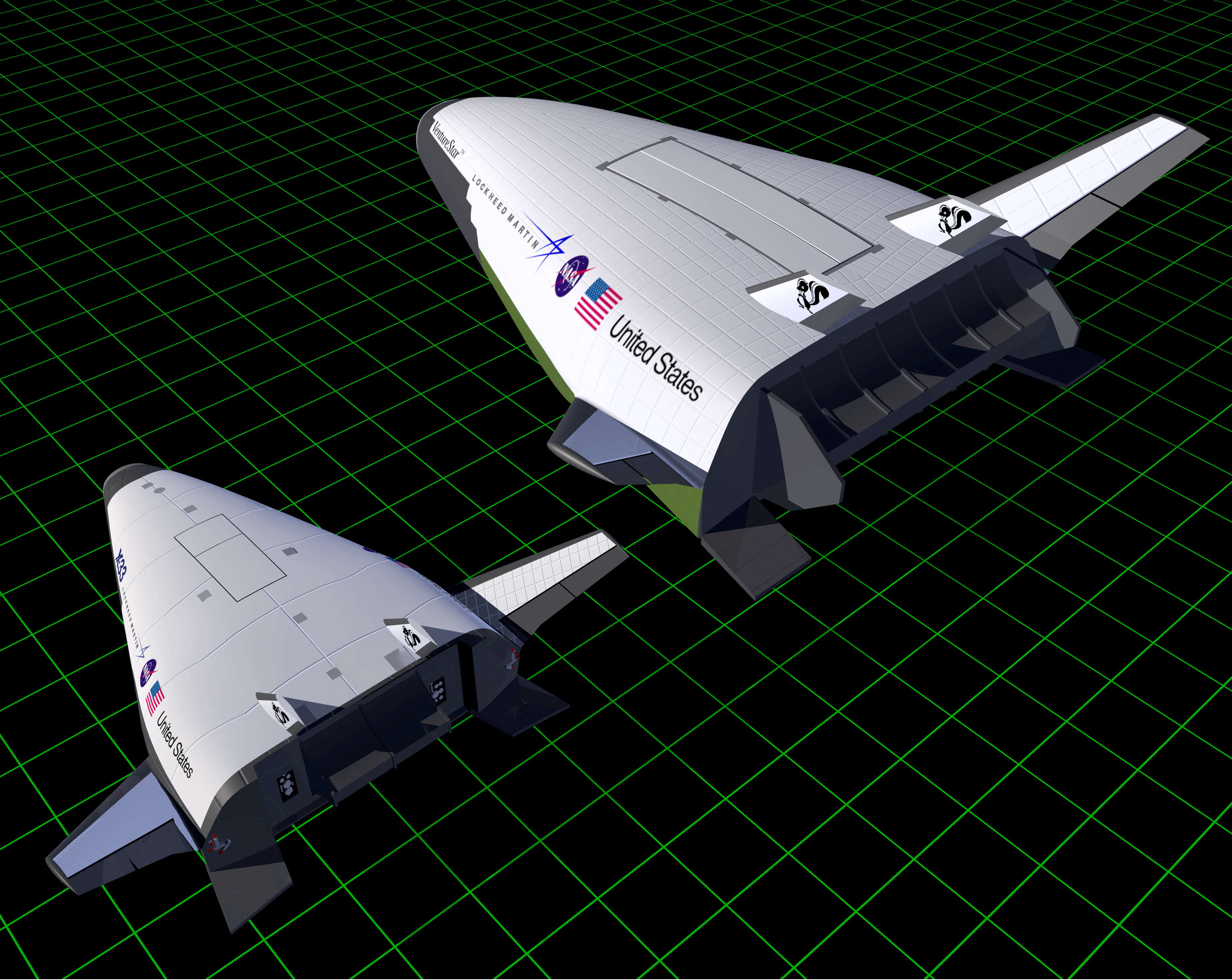
Comparaison entre le démonstrateur X-33 et le projet opérationnel VentureStar.

En concevant le démonstrateur technologique X-33 en collaboration avec la NASA, Lockheed Martin espère bien décrocher le contrat de production de l'appareil final : le VentureStar.
Le but étant de faire en sorte que la NASA, au lieu d'utiliser ses propres vaisseaux de transport spatial comme elle le fait avec la navette spatiale américaine, ait à recourir à des fournisseurs industriels privés qui exploitent des lanceurs réutilisables. Le but de Lockheed Martin en menant le programme X-33 n'est donc pas seulement de développer les technologies du vol spatial, mais aussi de se placer sur le futur marché des lancements spatiaux privés en concevant un lanceur réutilisable commercialement viable.
Le X-33 doit donc servir de précurseur au développement du premier appareil commercial à aller dans l'espace destiné non seulement à la mise sur orbite de satellites mais aussi au transport intercontinental de passagers.

## Abandon du projet
Alors que la construction du prototype est à 85 % achevée, que 96 % des pièces sont fabriquées et que les installations de lancement sont complètement achevées, la NASA décide en mars 2001 de mettre fin au programme. Cet abandon fait suite aux difficultés qu'ont les ingénieurs à régler les problèmes d'instabilité du prototype et à diminuer sa masse au décollage.
Ce surpoids est principalement le fait des réservoirs cryogéniques destinés à contenir le carburant (LH2) et le comburant (LOX) nécessaires à la propulsion de l'appareil. En plus d'être assez robustes pour résister à un vol spatial et aux énormes contraintes engendrées lors d'une rentrée atmosphérique, ces réservoirs doivent être aussi légers que possible afin d'autoriser l'emport d'une charge utile maximale. Afin de réduire au minimum leur poids, il est décidé d'adopter une structure composite en nid d'abeille mais l'échec des essais de remplissage et de mise en pression effectués en novembre 1999 ne permet pas de valider cette formule. Un renforcement de la structure engendre une hausse considérable de la masse à vide de l'appareil, or, selon une étude de viabilité, pour rentabiliser le concept de lanceur orbital monoétage réutilisable, il est indispensable que sa masse à vide représente moins de 10 % de sa masse en charge (avec carburant et charge utile). Les ingénieurs de la NASA en viennent à conclure que la technologie de l'époque n'est tout simplement pas assez avancée pour réaliser des réservoirs à la fois suffisamment robustes et légers pour satisfaire aux exigences du programme.
Au moment de l'abandon du programme ce dernier a déjà coûté 912 millions de dollars américains à la NASA et 357 millions de dollars américains à Lockheed Martin. Du fait de l'évolution du marché des lancements spatiaux, des difficultés rencontrées par des opérateurs comme Globalstar, Teledesic (en) et Iridium et d'une baisse des prévisions de lancements de satellites commerciaux pour les années à venir, Lockheed Martin considère comme non viable la poursuite du programme X-33 sans appui financier gouvernemental.

## Suite des recherches
Fin 2001, quelques mois seulement après l'abandon du programme, les ingénieurs de Lockheed Martin parviennent à concevoir un réservoir cryogénique en fibre de carbone suffisamment solide et léger pour pouvoir être utilisé sur un lanceur monoétage.
Le 7 septembre 2004, c'est au tour de Northrop Grumman de révéler le développement, en partenariat avec la NASA, de réservoirs cryogéniques en fibre de carbone. Après avoir procédé à une série d'essais de remplissage et de simulations de lancements, Northrop Grumman annonce disposer des capacités techniques nécessaires au développement et à la production de réservoirs cryogéniques utilisables sur un lanceur monoétage.
Lockheed Martin de son côté développe un démonstrateur technologique du lanceur, à l'échelle 1/5, baptisé Space Reusable Launch Vehicle, d'une masse de 91 kg, mesurant 2,4 mètres de long avec une envergure d'environ 1,8 mètre et devant voler moins d'une minute. L'appareil est testé au Spaceport America dans le Nouveau-Mexique. Trois lancements sont effectués : le premier, le 19 décembre 2007, est couronné de succès, lors du second, le 12 août 2008, l'appareil explose 12,5 secondes après son lancement à environ 450 m d'altitude, le troisième et dernier lancement, effectué le 10 octobre 2009, se déroule sans encombre,,.